# Landeinsiedlerkrebse
Die Familie Landeinsiedlerkrebse (Coenobitidae) sind, bis auf das Larvenstadium, vollständig an das Leben an Land angepasst. Sie leben in feuchten tropischen Regionen der Erde am Meer und in Strandnähe, wie z. B. im Indopazifik auf Koralleninseln. Die 17 Arten der Gattung Coenobita tragen zum Schutz ihres verletzlichen Hinterleibs allesamt ein Schneckenhaus. Nicht darauf angewiesen ist jedoch der Palmendieb, die einzige Art in der Gattung Birgus.

## Merkmale
Landeinsiedlerkrebse scheinen durchwegs „linksscherig“ zu sein. Dabei wird die größere, linke Schere zur Verteidigung genutzt, während die kleinere, rechte Schere der Nahrungsaufnahme dient. Dieses Merkmal teilen sie mit den Arten der Linkshändigen Einsiedlerkrebse (Diogenidae).

## Lebensweise
Die Arten der Landeinsiedlerkrebse leben an Land in unterschiedlichen terrestrischen Habitaten. Viele der besiedelten Biotope liegen in Ufernähe an Stränden, in Mangrovengebieten oder küstennahen Regenwäldern. Andere jedoch umfassen Graslandschaften und trockene Laubwälder bis in Seehöhen von 900 Metern und bis zu 15 Kilometern im Landesinneren. Die Krebse suchen in regelmäßigen Abständen Süßwasserquellen auf und decken dort ihren Wasserbedarf.
Alle Einsiedlerkrebse der Gattung Coenobita tragen zum Schutz vor Fressfeinden und Austrocknung ein Schneckenhaus über ihrem verletzlichen Hinterleib. Da die von ihnen bewohnten Schneckenhäuser nicht mitwachsen, müssen die Krebstiere sie im Laufe ihres Lebens mehrmals wechseln. Eine geeignete Behausung spüren im Wasser lebende Einsiedlerkrebse selbstständig auf, da sie die chemischen Signale toter Meeresschnecken wahrnehmen. Ihre an Land lebenden Verwandten kämpfen dagegen um Schneckenhäuser und nehmen sich diese gegenseitig ab. Südamerikanische Landeinsiedlerkrebse der Art Coenobita compressus treffen sich sogar zu Tauschbörsen, bei denen sich mehrere Einsiedlerkrebse nach Schalengröße anordnen, bis es gelingt einen Krebs aus seinem Schneckenhaus zu vertreiben. Dann bemüht sich jeder, seine Schale gegen eine größere auszutauschen, was dazu führen kann, dass ein Verlierer mit zu kleiner Schale und unzureichendem Schutz zurückbleibt.
Die Tiere leben in der Regel allein, kommen jedoch öfters zu größeren Gruppen zusammen.
Einmal im Jahr setzt die Wanderung zur Meeresküste ein. Oft wandert eine große Zahl von Landeinsiedlerkrebsen gleichzeitig, gesteuert durch Mondphasen und Gezeiten.
Die Weibchen tragen an der Unterseite des Abdomens angeheftete Eier zur Meeresküste, wo die Zoea-Larven schlüpfen. Diese sind auf das Leben im Meerwasser angewiesen und vollenden ihre Entwicklung als Teil des Planktons. Während die Krebsmütter umgehend an Land zurückkehren, werden die Larven von der Strömung erfasst und sich selbst überlassen. Bevor sie zu kleinen Krebsen werden können, suchen sich fast alle Arten Schneckenhäuser und verlassen dann als subadulte Landeinsiedlerkrebse wieder das Meer, um an Land zu leben.
Da Landeinsiedlerkrebse Allesfresser sind, besteht ihre Nahrung aus Früchten und Pflanzen, aber auch aus Aas. Sie sind überwiegend nachtaktiv und ziehen sich bei der geringsten Störung in ihr schützendes Gehäuse zurück.

## Innere Systematik

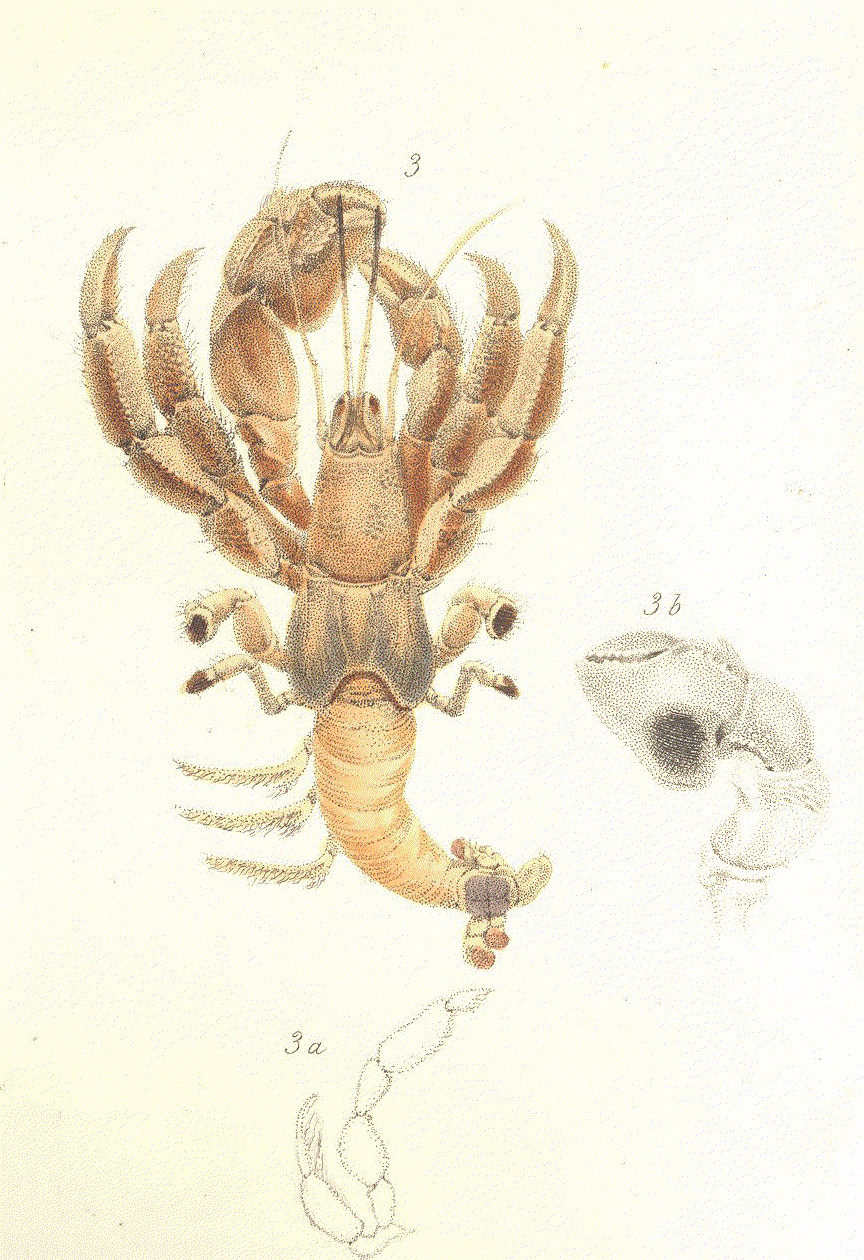
Karibik-Landeinsiedlerkrebs ohne schützendes Schneckenhaus

Die Familie der Landeinsiedlerkrebse (Coenobitidae) wird in zwei Gattungen unterteilt: Die Gattung Coenobita schließt 16 weitere Arten mit ein. Coenobita ist gemeinsam, dass die Arten dieser Gattung Schneckenhäuser als Behausung nutzen. Der einzige Vertreter der anderen Gattung Birgus, der Palmendieb, hat dagegen im ausgewachsenen Zustand einen Panzer, der bis auf die Häutungszeit gut genug ausgebildet ist, um ohne schützende Behausung leben zu können. Daher nutzen adulte Palmendieb keinen weiteren Schutz.
Die Gattung Coenobita (Latreille, 1829) umfasst 17 Arten.
| Bild | Trivialname                           | Wissenschaftlicher Name | Erstbeschreibung  | Jahr |
| ---- | ------------------------------------- | ----------------------- | ----------------- | ---- |
|      | Kurzscheren-Landeinsiedlerkrebs       | Coenobita brevimanus    | Dana              | 1852 |
|      | -                                     | Coenobita carnescens    | Dana              | 1851 |
|      | Stimpsons Landeinsiedlerkrebs         | Coenobita cavipes       | Stimpson          | 1858 |
|      | Karibik-Landeinsiedlerkrebs           | Coenobita clypeatus     | (J. C. Fabricius) | 1787 |
|      | Südamerikanischer Landeinsiedlerkrebs | Coenobita compressus    | H. Milne Edwards  | 1836 |
|      |                                       | Coenobita lila          | Rahayu, Shih & Ng | 2016 |
|      | -                                     | Coenobita longitarsis   | de Man            | 1902 |
|      | -                                     | Coenobita olivieri      | Owen              | 1839 |
|      | Erdbeer-Landeinsiedlerkrebs           | Coenobita perlatus      | H. Milne Edwards  | 1837 |
|      | -                                     | Coenobita pseudorugosus | Nakasone          | 1988 |
|      | -                                     | Coenobita purpureus     | Stimpson          | 1858 |
|      | -                                     | Coenobita rubescens     | Greeff            | 1884 |
|      | Ruggie-Landeinsiedlerkrebs            | Coenobita rugosus       | H. Milne Edwards  | 1837 |
| ..   | Rotmeer-Landeinsiedlerkrebs           | Coenobita scaevola      | (Forskål)         | 1775 |
|      | -                                     | Coenobita spinosus      | H. Milne Edwards  | 1837 |
|      | -                                     | Coenobita variabilis    | McCulloch         | 1909 |
|      | Komurazaki-Landeinsiedlerkrebs        | Coenobita violascens    | H. Milne Edwards  | 1862 |

Die Gattung Birgus (W. E. Leach, 1815) ist monotypisch. Die einzige Art, der Palmendieb (Birgus latro), ist mit Abstand der größte Landeinsiedlerkrebs, sondern auch das größte, an Land lebende, Krebstier der Welt. Mit seinem Zangengriff übt dieses Krebstier mehr Kraft aus, als Raubtiere mit ihrem Biss.
| Bild | Trivialname | Wissenschaftlicher Name | Erstbeschreibung | Jahr |
| ---- | ----------- | ----------------------- | ---------------- | ---- |
|      | Palmendieb  | Birgus latro            | Linnaeus         | 1767 |